# 愛国志林
『愛国志林』（あいこくしりん）は、愛国社が発行した機関誌。編集は主に立志社が当たり、大阪市で刊行された。
1880年（明治13年）3月に第一編を発行、同年8月からは『愛国新誌』と改題し、1881年（明治14年）6月まで発行した（廃刊は8月）。発行スタイルは当初は週刊誌、1881年1月の第20号からは月3回刊行に変更された。
植木枝盛を主筆として、永田一二や坂本南海男、森脇直樹などの自由民権運動家が執筆・編集にあたり、人民主権などの自由民権思想についての議論を展開した。
廃刊後は高知新聞に吸収された。